# Marianne Stokes

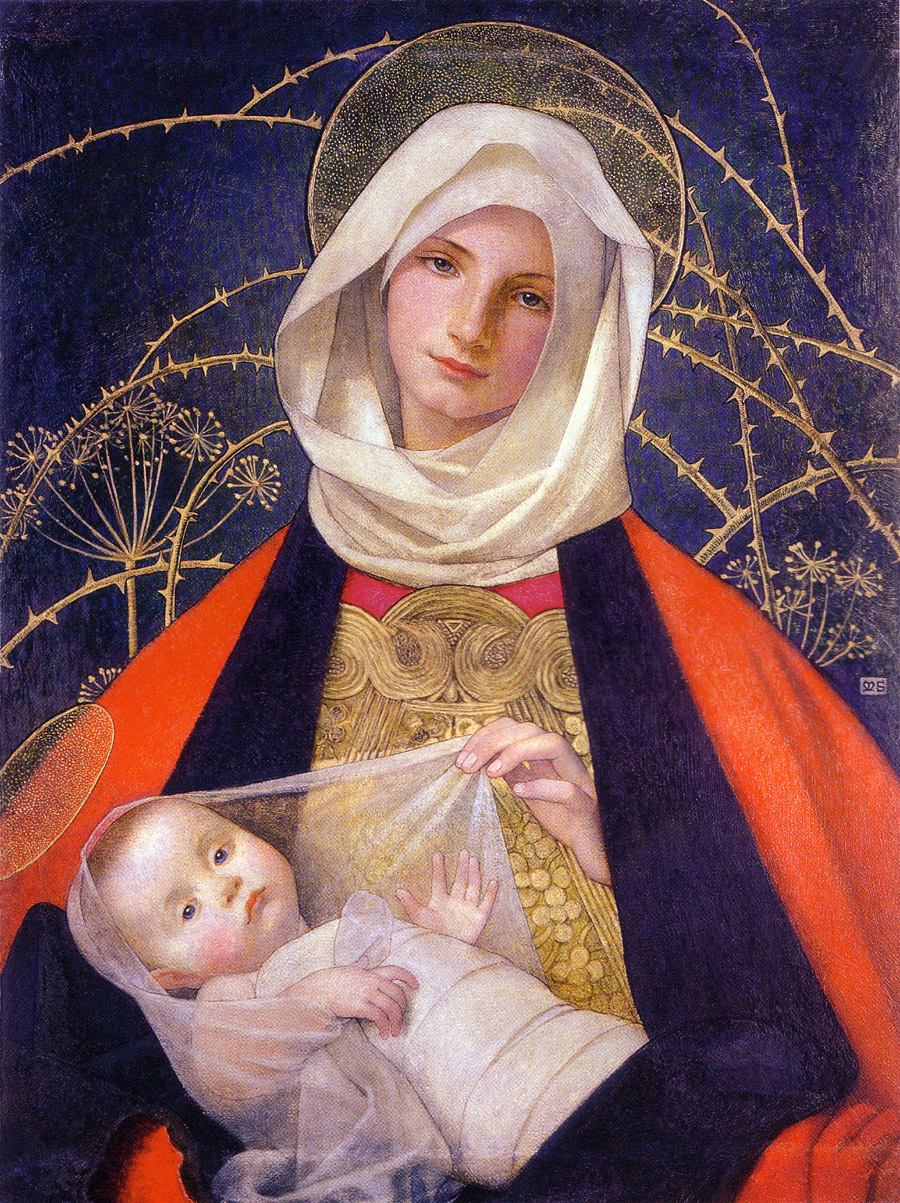
Madonna z Dzieciątkiem, ok. 1908

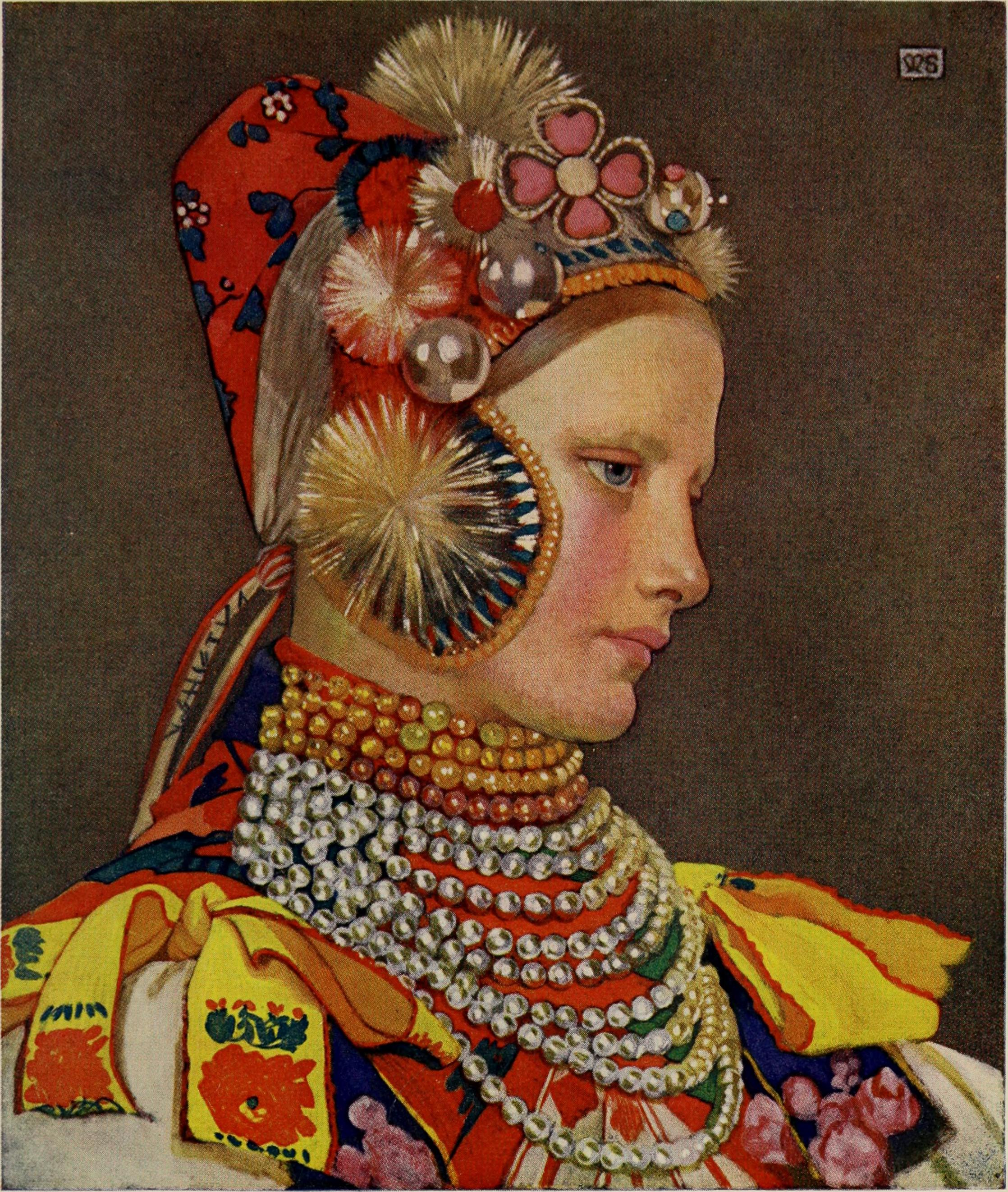
Portret Słowaczki, 1905

Marianne Stokes z domu Preindlsberger (ur. 19 stycznia 1855 w Grazu, zm. 13 sierpnia 1927 w Londynie) – malarka pochodzenia austriackiego działająca we Francji i w Wielkiej Brytanii pod koniec epoki wiktoriańskiej.

## Życie
Studiowała w Monachium i Paryżu m.in. u Pascala Dagnana-Bouvereta i Gustave Courtoisa. Początkowo mieszkała i tworzyła we Francji pod wpływem przyrodników francuskich takich jak Jules Bastien-Lepage i Jean-François Millet. Wspólnie w fińską malarką Helene Schjerfbeck w 1883 wyjechała do Pont-Aven w Bretanii, gdzie poznała przyszłego męża, brytyjskiego pejzażystę Adriana Scott Stokesa. Po ślubie w 1884 prowadziła z mężem wspólną karierę artystyczną, która trwała ponad 40 lat. Małżeństwo osiadło w St Ives w Kornwalii i często podróżowało po Europie m.in. do Austrii, Holandii i Słowacji.

## Twórczość
Marianne Stokes miała pierwszą wystawę w Royal Academy w 1885, wystawiała też w Grosvenor Gallery, New Gallery i Royal Society of British Artists. W 1900 zorganizowała z mężem wspólną wystawę w Fine Art Society w Londynie. Wzięła też udział w Wystawie powszechnej w 1893 w Chicago, gdzie została nagrodzona medalem. Artystka była członkiem Newlyn School i członkiem Royal Society of Painters in Water Colours.
Malarka podejmowała szeroką tematykę od rustykalnych obrazów inspirowanych naturalistycznym malarstwem francuskim, po utrzymane w duchu prerafaelitów sceny biblijne, mitologiczne i ilustracje eposów średniowiecznych. Nadrzędnym tematem jej prac zawsze był człowiek.
Artystka posługiwała się początkowo techniką olejną, którą porzuciła na rzecz tempery i akwareli.
Szczególnie cenione przez etnografów są prace Stokes, które powstały podczas jej półrocznego pobytu w Zdziarze w 1905. Artystka namalowała wówczas kilkadziesiąt przedstawień słowackich kobiet w strojach ludowych. Prace te są dzisiaj cennym zapisem słowackiej kultury. Plonem tego wyjazdu była książka Węgry, która obok prac Marianne Stokes zawierała pejzaże jej męża.
Prace artystki eksponowane są m.in. w Tate Gallery w Londynie, Wallraf-Richartz-Museum & Fondation Corboud w Kolonii, w publicznych zbiorach i muzeach m.in. w Manchesterze i Wolverhampton.

## Publikacje
- Hungary, Adrian and Marianne Stokes, (Adam and Charles Black, London, 1909), 75 colour full-page illustrations of Slovakia and High Tatra.

## Literatura dodatkowa
- John Christian, Mary Anne Stevens: The Last romantics: the romantic tradition in British art, Burne-Jones to Stanley Spencer. London: Lund Humphries in association with Barbican Art Gallery, 1989. ISBN 0-85331-552-3. Brak numerów stron w książce